# دانشگاه آزاد اسلامی واحد زنجان
دانشگاه آزاد اسلامی واحد زنجان اول خردادماه ۱۳۶۴ تأسیس و فعالیت آموزشی خود را با چهار رشته و ۱۷۵ دانشجو در یک ساختمان استیجاری کوچک واقع در میدان انقلاب اسلامی شهر زنجان آغاز کرد.
هم اکنون دارای دو سایت آموزشی واقع در منطقه اعتمادیه و پایین کوه زنجان است.
این دانشگاه یکی واحدهای جامع دانشگاه آزاد اسلامی ایران است. همچنین وجود این دانشگاه به همراه دانشگاه دیگر استان، دانشگاه آزاد جامع ابهر، سبب شده این استان به یکی از مراکز اصلی دانشگاه آزاد اسلامی در ایران تبدیل شود.

## معاونت آموزشی ومهارتی
رشته‌های تحصیلی واحد زنجان از ۴۵ رشته در سال ۱۳۸۴ به بیش از ۱۲۷ رشته در سال ۱۳۸۹ افزایش یافته‌است. تعداد دانشجویان واحد طی همین مدت از ۸۹۸۸ دانشجو به بیش از ۱۳۱۵۰ دانشجو افزایش پیدا کرده‌است. هم اکنون با کاهش تعداد دانشجو در کلیه مقاطع تحصیلی تعداد دانشجویان فعلی واحد حدود 12000 نفر می باشد.

### دانشکده‌ها
تعداد دانشکده‌های مصوب در سال ۱۳۸۵ از دو دانشکده به پنج دانشکده رسیده است:
- دانشکده فنی ، مهندسی وعلوم پایه
- دانشکده علوم انسانی
- دانشکده پرستاری ومامایی
- دانشکده مهارت وکارآفرینی

#### دانشکده فنی و مهندسی وعلوم پایه
دانشکده فنی مهندسی و علوم پایه دانشگاه آزاد اسلامی واحد زنجان با داشتن بیش از ۳۰۰۰ نفر دانشجو در ۹۶ رشته تحصیلی و در چهار مقطع کاردانی (پیوسته و ناپیوسته)، کارشناسی (پیوسته و ناپیوسته)، کارشناسی ارشد (ناپیوسته) و دکتری از جمله دانشکدههای فعال و پویا در بین دانشکدههای دانشگاه آزاد اسلامی واحد زنجان است. در این دانشکده ۱۲۴ عضو هیأت علمی بصورت ۴۹ نفر عضو هیأت علمی تمام وقت با مرتبه مربی، ۷۰ عضو هیأت علمی تمام وقت با مرتبه علمی استادیار، ۴ عضو هیأت علمی تمام وقت با مرتبه علمی دانشیار و ۱ عضو هیأت علمی تمام وقت با مرتبه علمی استاد تمام خدمت می‌کنند. در حال حاضر ۲۰ نفر دانشجوی دکتری (اکثراً بورسیه) در حال فعالیت‌های آموزشی، علمی و پژوهشی هستند. دانشکده در حال حاضر فاقد استاد حق التدریس بوده و تمامی دروس توسط اعضای هیأت علمی تدریس می‌شوند.

#### دانشکده پرستاری ومامایی
دانشکده پرستاری و مامایی واحد زنجان، در راستای رسالت دانشگاه مصمم است با بهره گیری از مدیریت استراتژیک، اصول صحیح برنامه ریزی و فراهم نمودن امکانات لازم برای رشد و بالندگی استعدادهای خلاق دانشجویان خود در جهت شکوفایی و تولید علم و پژوهش، و با تکیه بر هماهنگی درون بخشی، به تربیت دانش آموختگانی با انگیزه، توانمند و پاسخگوی نیازهای جامعه بپردازد، تا به یکی از قطب های دانشکده ای در دانشکده های علوم پزشکی دانشگاه آزاد، و برتری دانشکده ای در بین دانشکده های پرستاری و مامایی در سطح کشور، منطقه و جهان تبدیل شود.
چشم اندازه این دانشکده با هدف کسب قابل قبول   در بین دانشکده های پرستاری و مامایی کشور و توسعه توان   با توجه به نقشه جامع علمی کشور و سیاست های کلی کشور تدوین شده است تا مبنایی برای تصمیم گیری و فعالیت های آموزشی   دانشکده در آینده باشد

#### دانشکده علوم انسانی
دانشکده علوم انسانی و هنر اولین دانشکده مصوب دانشگاه آزاد اسلامی واحد زنجان و بزرگترین مرکز دانشگاهی علوم ُانسانی است که فعالیت خود را از سال 1378 آغاز کرده و هم اکنون با بهره مندی از فضای ساختمانی مجهز و مدرن در محیطی مصفا و گسترده در مجتمع امام خمینی (بولوار دانشجو)واقع است . وجود 80 عضو هیأت علمی تمام وقت و دهها عضو حق التدریس که همگی از مدارج علمی بالا بر خور دارند ،داشتن 5000 دانشجو ،کتابخانه مجهز، سایت کامپیوتری ،آزمایشگاهها و سالن های ورزشی و مقاطع تحصیلی دکتری ،و کارشناسی ارشدو کارشناسی در همه رشته های اصلی علوم انسانی سبب شده که این دانشکده جامع ترین محیط آموزشی علوم انسانی در استان باشد.

#### دانشکده مهارت وکارآفرینی
دانشکده مهارت و کارآفرینی دانشگاه آزاد اسلامی واحد زنجان پیرو ابلاغ نظام جامع آموزش فنی، حرفه‌ای و مهارتی دانشگاه آزاد اسلامی همراه با ادغام ‌آموزشکده فنی و حرفه‌ای سما در واحد زنجان به عنوان یکی از دانشکده های واحد در شهریورماه 1400تأسیس شد و بلافاصله آغاز به کار کرد.
این دانشکده در حال حاضر با بیش از 400 دانشجو در مقاطع مختلف کاردانی پیوسته و ناپیوسته و نیز برگزاری دوره‌های تخصصی و کاربردی کوتاه‌مدت آزاد با هدف توسعه علمی در حوزه های مهارتی و کارآفرینی درصدد است تا با تربیت نیروی انسانی ماهر در ایجاد پویایی در فضای کسب و کار استان مؤثر باشد و با راه‌اندازی سه مدرسه عالی مهارتی سهم خود را در توسعه زیرساخت‌های آموزش‌های مهارتی استان ادا نماید.

## معاونت پژوهش وفناوری
معاونت پژوهشی واحد زنجان طی سال‌های متمادی بالاخص از سال ۱۳۸۴ همواره توانسته است رتبه‌های برتر کشور و منطقه را به دست آورد و در ارزیابی سال ۱۳۷۸ وزارت علوم، تحقیقات و فناوری، معاونت پژوهشی واحد به عنوان مدیر پژوهشی برتر کشور در بین دانشگاههای دولتی و غیردولتی شناخته و موفق به دریافت لوح تقدیر از دست ریاست محترم جمهوری اسلامی ایران شد.
مجموعه مقالات چاپ شده واحد زنجان در کنگره‌های داخلی از ۸۳ مقاله در سال ۱۳۸۴ به بیش از 2447 مقاله در سال ۱402، مجموعه مقالات چاپ شده در کنگره‌های خارجی از ۲۷ مقاله در سال ۱۳۸۴ به 243 مقاله در سال ۱402 و طرح‌های پژوهشی از ۶۹ طرح در سال ۱۳۸۴ به ۲۹۵ طرح در سال ۱۳۸۹ و طرح‌های برون دانشگاهی در سال ۱۳۸۴ از ۱۱ طرح به 25 طرح در سال ۱402 افزایش پیدا کرده‌است.
مجموعه مقالات چاپ شده در مجلات معتبر علمی و همایش‌های ملی و بین‌المللی از ۹۴ مقاله در سال ۱۳۸۴ به 5593 مقاله در سال ۱402 افزایش یافته‌است که نشان از رشد هزار درصدی مقالات واحد زنجان طی هجده سال گذشته دارد. تعداد مقالات ISI زنجان از ۲۷ مقاله در سال ۲۰۰۴ به 904 مقاله تاکنون رسیده است.تعداد کتب چاپ شده واحد زنجان حدود 120 عنوان کتاب درسی است. تعداد کتب موجود کتابخانه واحد زنجان از ۷۰ هزار جلد در سال ۱۳۸۴ به بیش از 127 هزار جلد افزایش پیدا کرده‌است.

## حوزه عمرانی
طی پنج سال گذشته ظرفیت فضای آموزشی و رفاهی واحد از ۴۵ هزار مترمربع به بیش از ۱۳۵۲۰۰هزار مترمربع افزایش پیدا کرده‌است. واحد زنجان با سه مجتمع بزرگ خوابگاهی، بزرگ‌ترین مجتمع خوابگاه دانشجویی کشور را دارد. مجتمع خوابگاهی الزهرا، مجتمع خوابگاهی حضرت معصومه و مجتمع خوابگاهی شهید آوینی از مجهزترین خوابگاه‌های منطقه و کشور به لحاظ امکانات و تجهیزات هستند.

## حوزه مجتمع آموزشی و فرهنگی سما
مجتمع فرهنگی و آموزشی سمای زنجان با بیش از ۱۰۴۸ دانشجو در مقطع کاردانی و بیش از ۱۰۵۰ دانش آموز بزرگ‌ترین مجتمع غیرانتفاعی استان است و مدارس این معاونت بیش از ۲۵ درصد دانش آموزان مدارس غیر انتفاعی استان را در خود جای داده‌اند.

## انتقال به سایت امام
این دانشگاه چند سال پس از راه اندازی فعالیت خود را در دو سایت علامه (اعتمادیه) و سایت امام انجام می‌داد.
از مهر ماه ۹۸ تمام فعالیت‌های دانشگاه به سایت امام انتقال یافت.